# Pauliasi Manu
Pauliasi Manu (ur. 23 grudnia 1987 w Neiafu) – nowozelandzki rugbysta tongańskiego pochodzenia grający na pozycji filara młyna, triumfator Super Rugby z Chiefs, zdobywca Pucharu Świata w Rugby 2015 mimo braku występów w reprezentacji kraju.

## Kariera klubowa
Karierę rozpoczął w 2006 roku w lokalnym klubie Auckland University RFC, początkowo grał w drużynach juniorskich, a następnie przez pięć lat, do roku 2013, występował w pierwszym zespole. W tym samym czasie był także wybierany do reprezentacji regionu Auckland w ogólnokrajowych rozgrywkach National Provincial Championship. W 2014 roku związał się z regionem Counties Manukau i grał dla niego w kolejnych sezonach, zdobywając nagrody oraz nominacje dla najlepszego zawodnika zespołu.
W 2010 roku został objęty programem szkoleniowym Blues, oficjalnie zakontraktowany w szerokim składzie został w sezonie 2011, a rok później otrzymał pełny kontrakt z pierwszym zespołem. Łącznie w barwach Blues zaliczył pięć spotkań, a nowy trener zespołu John Kirwan postanowił nie przedłużać umowy z zawodnikiem.
W połowie października 2012 roku podpisał dwuletni kontrakt z Melbourne Rebels, umowa nie doszła jednak do skutku, bowiem zawodnik nie przeszedł wymaganych przez klub badań lekarskich. Zainteresowanie zawodnikiem wyrazili natomiast Chiefs i dołączył do szerokiego składu na sezon 2013. Znakomite przygotowanie fizyczne oraz dobra gra w obronie i młynie chwalone przez szkoleniowców zespołu Dave’a Rennie i Wayne’a Smitha sprawiły, że już wkrótce z powodzeniem walczył o miejsce w wyjściowej piętnastce. W trakcie sezonu zaliczył dwanaście występów, a jego zespół obronił tytuł mistrzowski sprzed roku. Przedłużał następnie kontrakt z zespołem o dwa dwuletnie okresy.

## Kariera reprezentacyjna
Nieposiadający doświadczenia reprezentacyjnego Manu dołączył podczas Pucharu Świata w Rugby 2015 do nowozelandzkiej kadry z uwagi na uraz Wyatta Crocketta, a ostatecznie został dokooptowany do turniejowego składu All Blacks na dwa dni przed finałem. Turniej zakończył się triumfem Nowozelandczyków, a Manu – mimo iż nie wziął udziału w żadnym meczu – wraz z resztą składu otrzymał złoty medal tych zawodów.